# Xhuliano Skuka
Xhuliano Skuka, né le 2 août 1998 à Dibër, est un footballeur international albanais jouant en tant qu'attaquant au FK Partizani Tirana.

## Biographie

### En club

#### Début de carrière en Albanie (2017-2023)
Xhuliano Skuka commence à se faire remarquer par ses performances au FK Partizani Tirana, en inscrivant lors de la saison 2022-2023 10 buts en première division albanaise, ce qui le place en deuxième meilleur buteur du championnat. Ses performances lui valent d'être repérés parmi des clubs de Turquie et d'Italie, parmi lesquels Lecce et l'Hellas Vérone. Ce dernier formule une offre début janvier 2023 d'un demi-million pour obtenir les services de l'international albanais, offre finalement refusée par les dirigeants du Partizani de Tirana.

#### Arrivée au FC Metz (2023-2024)
Finalement, Skuka rejoint le FC Metz le 23 janvier 2023 en s'engageant jusqu'en 2026. L'avant-centre a privilégié cette destination, ayant déjà vécu en Moselle, et étant licencié plus jeune au FC Devant-les-Ponts, mais ayant aussi été scolarisé à Moulins-lès-Metz et à Metz entre 2012 et 2016.
Il joue son premier match contre Rodez le 31 janvier 2023 en remplaçant Youssef Maziz,. L'international albanais ne parvient cependant pas à s'imposer au sein de l'effectif messin, réduit à grappiller quelques minutes par matchs.
Il rejoint le NK Maribor en prêt pour la saison 2023-2024 .
Après seulement 18 rencontres sous le maillot du club slovène, il est finalement de retour en Lorraine avant d'être de nouveau prêté dans le club qu'il a connu durant la saison saison 2022-2023, le FK Partizan Tirana en Albanie.
Après 19 matchs et 5 buts, le joueur revient au FC Metz tout juste relégué en Ligue 2.

#### FC Penafiel (depuis 2024)
Le 2 septembre 2024, le FC Metz annonce avoir vendu le joueur en Liga Portugal 2 et plus précisément au FC Penafiel. La durée du contrat ainsi que le montant du transfert n’ont pas été communiqués.

### En sélection
Xhuliano Skuka n'a jamais été sélectionné dans les équipes jeunes d'Albanie, mais a néanmoins obtenu assez rapidement un ticket pour l'équipe première grâce à ses performances en Super Ligue albanaise.
Il obtient sa première sélection le 26 octobre 2022 contre l'Arabie saoudite, en remplaçant Redon Xhixha à la mi-temps.
Il marque son premier but un mois plus tard lors de sa première titularisation, le 19 novembre 2022 contre l'Arménie.

## Statistiques

### En club
| Saison                | Club                  | Championnat           | Championnat | Championnat | Championnat | Coupe(s) nationale(s) | Coupe(s) nationale(s) | Coupe(s) nationale(s) | Compétition(s) continentale(s) | Compétition(s) continentale(s) | Compétition(s) continentale(s) | Compétition(s) continentale(s) | Total | Total | Total |
| Saison                | Club                  | Division              | M.          | B.          | P.d.        | M.                    | B.                    | P.d.                  | Comp.                          | M.                             | B.                             | P.d.                           | M.    | B.    | P.d.  |
| 2017-2018             | Korabi Peshkop        | Kategoria e parë      | 7           | 0           | -           | -                     | -                     | -                     | -                              | -                              | -                              | -                              | 7     | 0     | 0     |
| 2018-2019             | Korabi Peshkop        | Kategoria e parë      | 24          | 11          | -           | 2                     | 0                     | -                     | -                              | -                              | -                              | -                              | 26    | 11    | 0     |
| 2019-2020             | Korabi Peshkop        | Kategoria e parë      | 20          | 12          | -           | 1                     | 0                     | -                     | -                              | -                              | -                              | -                              | 21    | 12    | 0     |
| 2020-2021             | Korabi Peshkop        | Kategoria e parë      | 22          | 14          | -           | 3                     | 2                     | -                     | -                              | -                              | -                              | -                              | 25    | 16    | 0     |
| Sous-total            | Sous-total            | Sous-total            | 73          | 37          | -           | 6                     | 2                     | -                     | -                              | -                              | -                              | -                              | 79    | 39    | 0     |
| 2021-2022             | FK Dinamo Tirana      | Kategoria Superiore   | 13          | 1           | 1           | 4                     | 1                     | 1                     | -                              | -                              | -                              | -                              | 17    | 2     | 2     |
| 2021-2022             | FK Partizani Tirana   | Kategoria Superiore   | 20          | 9           | 5           | 4                     | 1                     | 1                     | -                              | -                              | -                              | -                              | 24    | 10    | 6     |
| 2022-2023             | FK Partizani Tirana   | Kategoria Superiore   | 17          | 10          | 1           | 3                     | 3                     | 0                     | C4                             | 2                              | 0                              | 1                              | 22    | 13    | 2     |
| Sous-total            | Sous-total            | Sous-total            | 37          | 19          | 6           | 7                     | 4                     | 1                     | -                              | 2                              | 0                              | 1                              | 46    | 23    | 8     |
| 2022-2023             | FC Metz               | Ligue 2               | 9           | 0           | 0           | -                     | -                     | -                     | -                              | -                              | -                              | -                              | 9     | 0     | 0     |
| 2023-2024             | NK Maribor (en prêt)  | Prva Liga             | 3           | 0           | 1           | -                     | -                     | -                     | C4                             | 4                              | 1                              | 0                              | 7     | 1     | 1     |
| Total sur la carrière | Total sur la carrière | Total sur la carrière | 125         | 47          | 7           | 18                    | 7                     | 2                     | -                              | 2                              | 0                              | 1                              | 145   | 54    | 10    |

### En sélection
| Matchs internationaux de Xhuliano Skuka | Matchs internationaux de Xhuliano Skuka | Matchs internationaux de Xhuliano Skuka                   | Matchs internationaux de Xhuliano Skuka | Matchs internationaux de Xhuliano Skuka | Matchs internationaux de Xhuliano Skuka | Matchs internationaux de Xhuliano Skuka                                  |
|                                         | Date                                    | Lieu                                                      | Adversaire                              | Résultat                                | Compétition                             | Notes                                                                    |
| --------------------------------------- | --------------------------------------- | --------------------------------------------------------- | --------------------------------------- | --------------------------------------- | --------------------------------------- | ------------------------------------------------------------------------ |
| 1.                                      | 26 octobre 2022                         | Stade Al-Nahyan, Abu Dhabi, Émirats arabes unis           | Arabie saoudite                         | 1 -1                                    | Match amical                            | Entre en jeu à la mi-temps à la place de Redon Xhixha.                   |
| 2.                                      | 9 novembre 2022                         | Stade municipal Antonio Lorenzo Cuevas, Marbella, Espagne | Qatar                                   | 1 - 0                                   | Match amical                            | Entre en jeu à la 64e minute en remplaçant Tedi Cara.                    |
| 3.                                      | 16 novembre 2022                        | Air Albania Stadium, Tirana, Albanie                      | Italie                                  | 1 - 3                                   | Match amical                            | Entre en jeu à la 88e minute à la place de Myrto Uzini.                  |
| 4.                                      | 19 novembre 2022                        | Air Albania Stadium, Tirana, Albanie                      | Arménie                                 | 2 - 0                                   | Match amical                            | Titulaire, auteur d'un but, remplacé à la 73e minute par Arbnor Mucolli. |